# 269. pehotni polk (Italija)
269. pehotni polk Aquila je bil pehotni polk Kraljeve italijanske kopenske vojske.

## Zgodovina
Med prvo svetovno vojno je polk deloval na soški fronti.